# کلیسای جامع اسلو
کلیسای جامع اسلو (نروژی: Oslo domkirke) یک کلیسای جامع در اسلو، نروژ است.
این کلیسا که در سال ۱۶۹۷ تأسیس شده در سال‌های ۱۹۴۸–۱۹۵۰ و ۲۰۰۶–۲۰۱۰ مورد بازسازی قرار گرفته‌است.

## نگارخانه

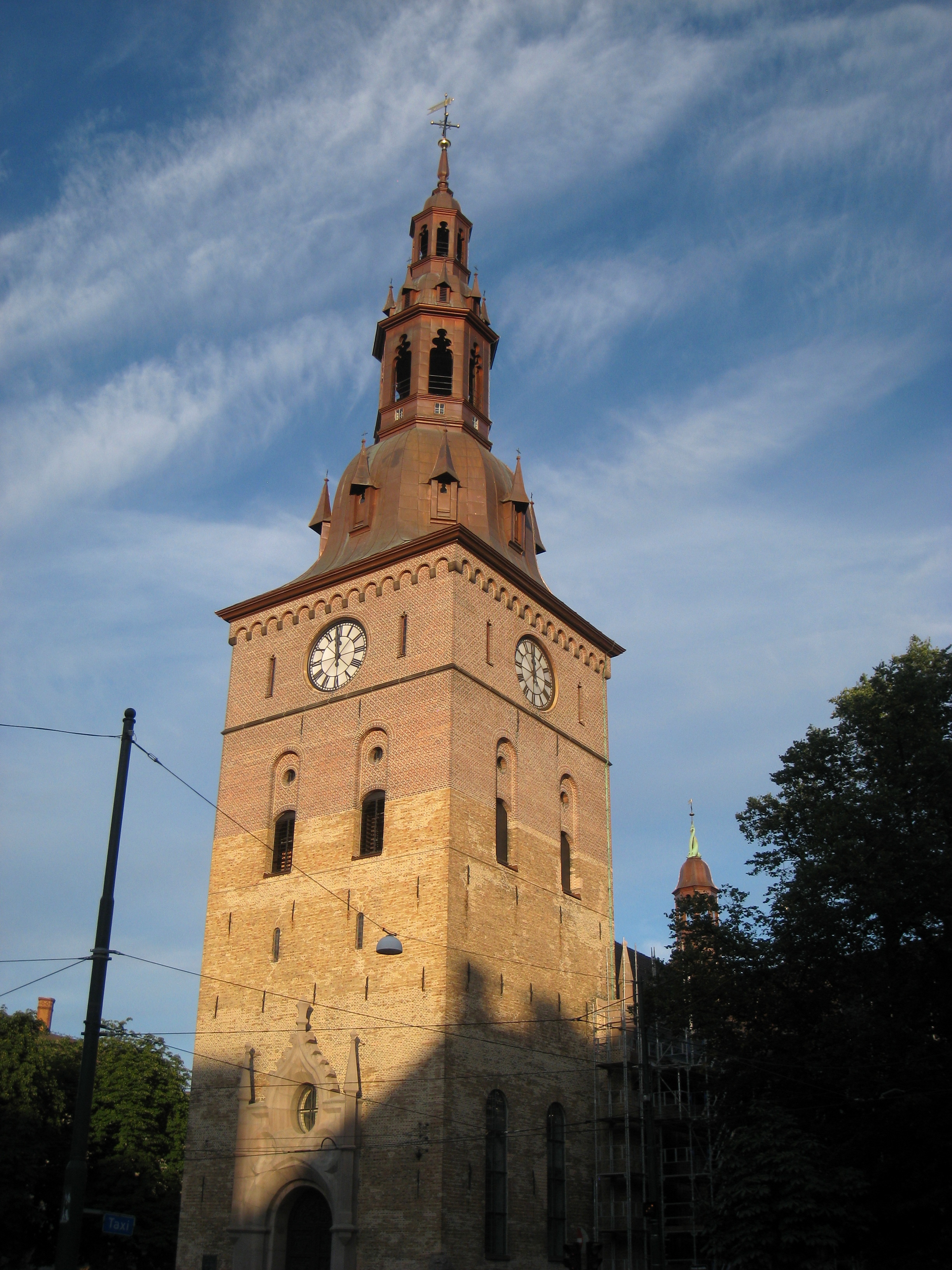
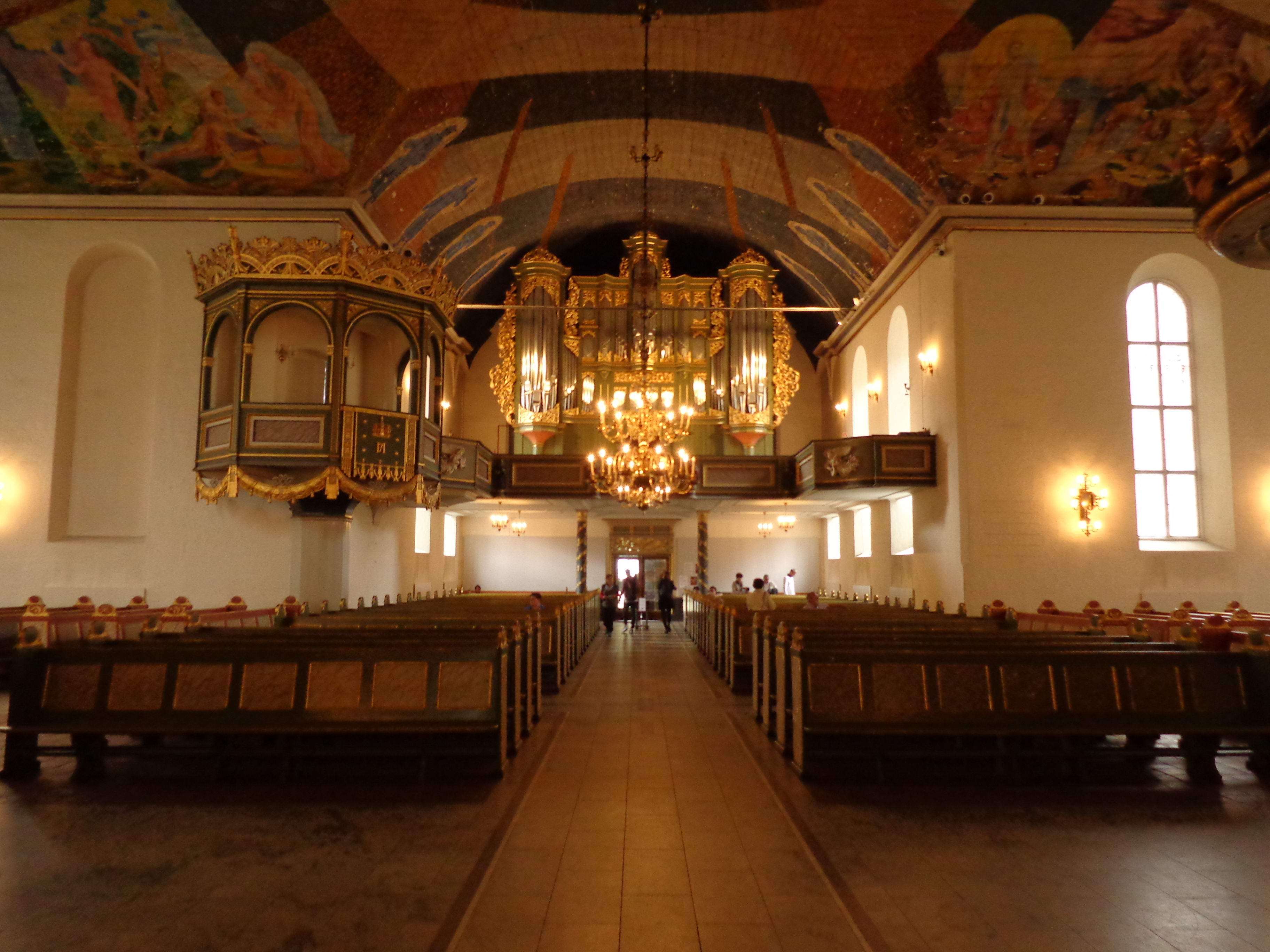
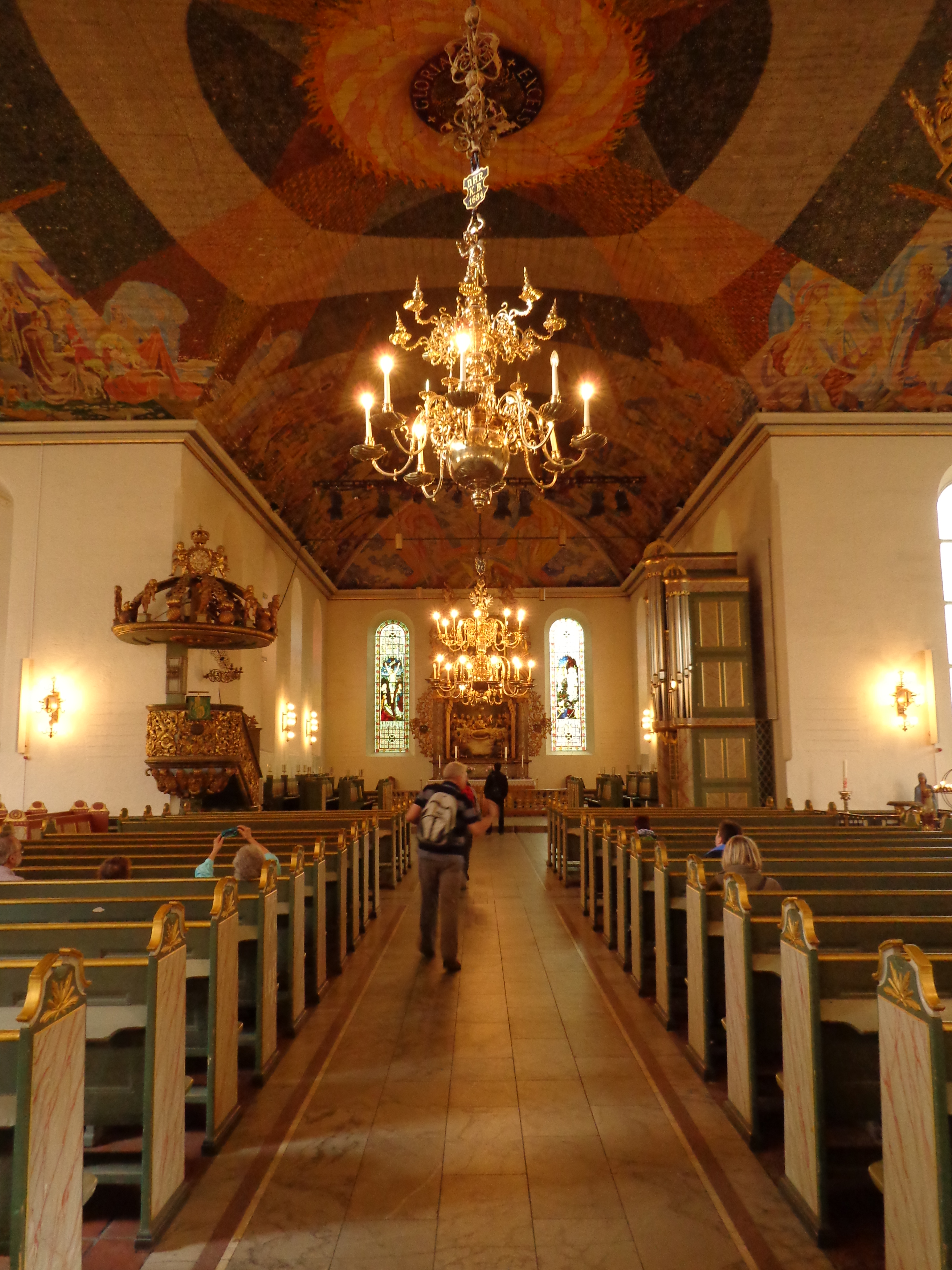
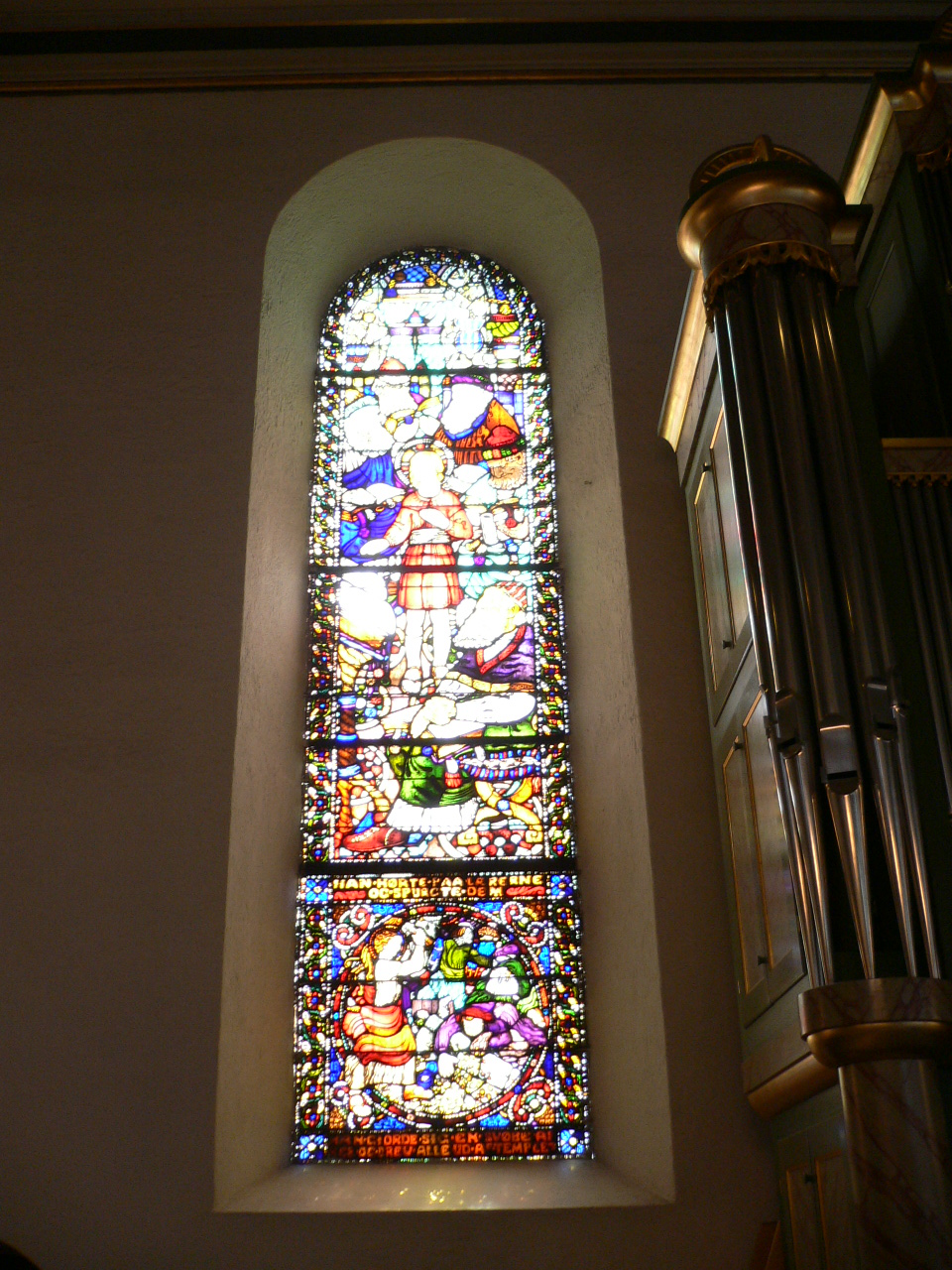
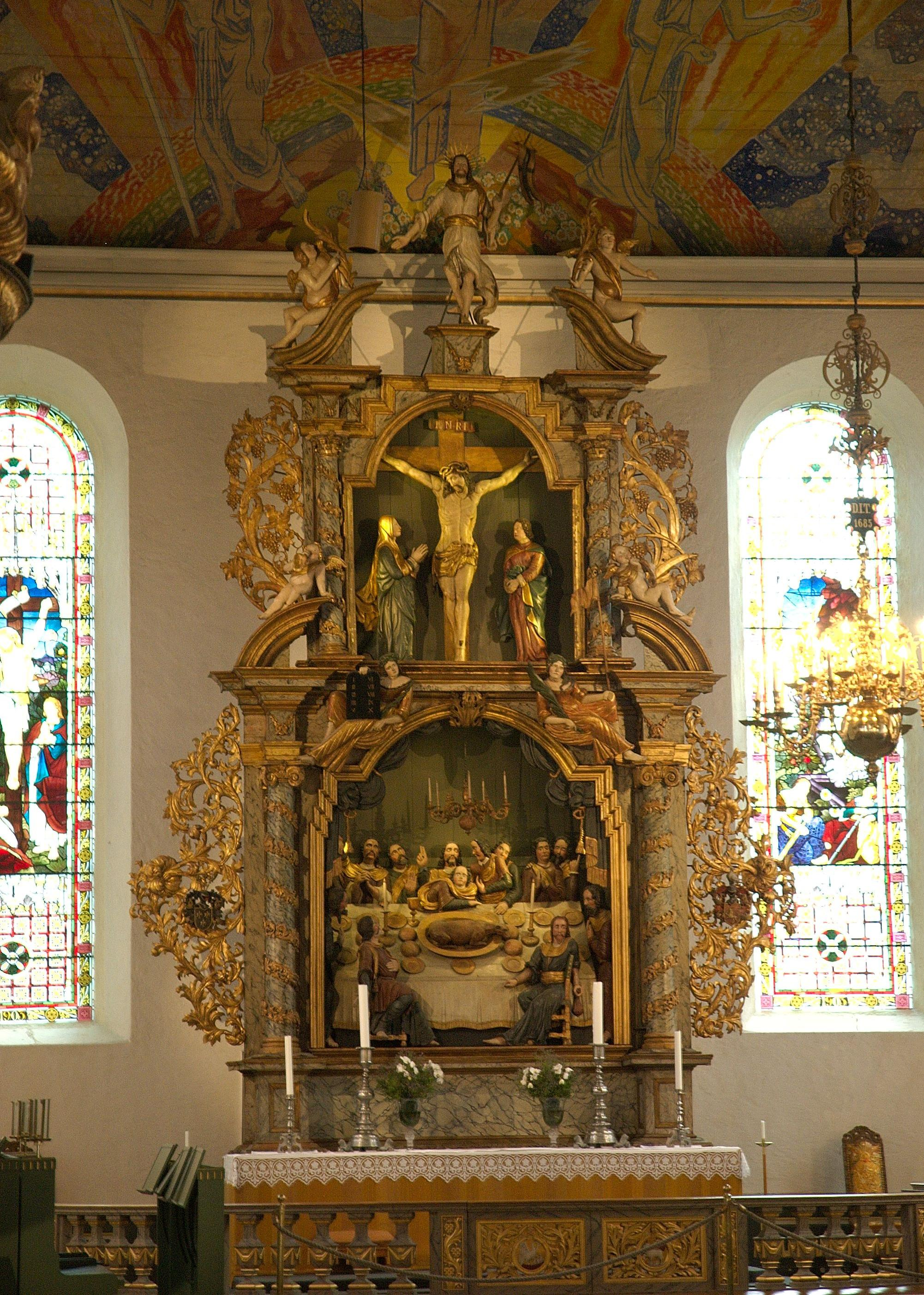